# کارن بلیکسن
کارن بلیکسن (به دانمارکی: Karen von Blixen-Finecke؛ زاده ۱۷ آوریل ۱۸۸۵ – درگذشته ۷ سپتامبر ۱۹۶۲) نویسنده اهل دانمارک بود.

## نگارخانه

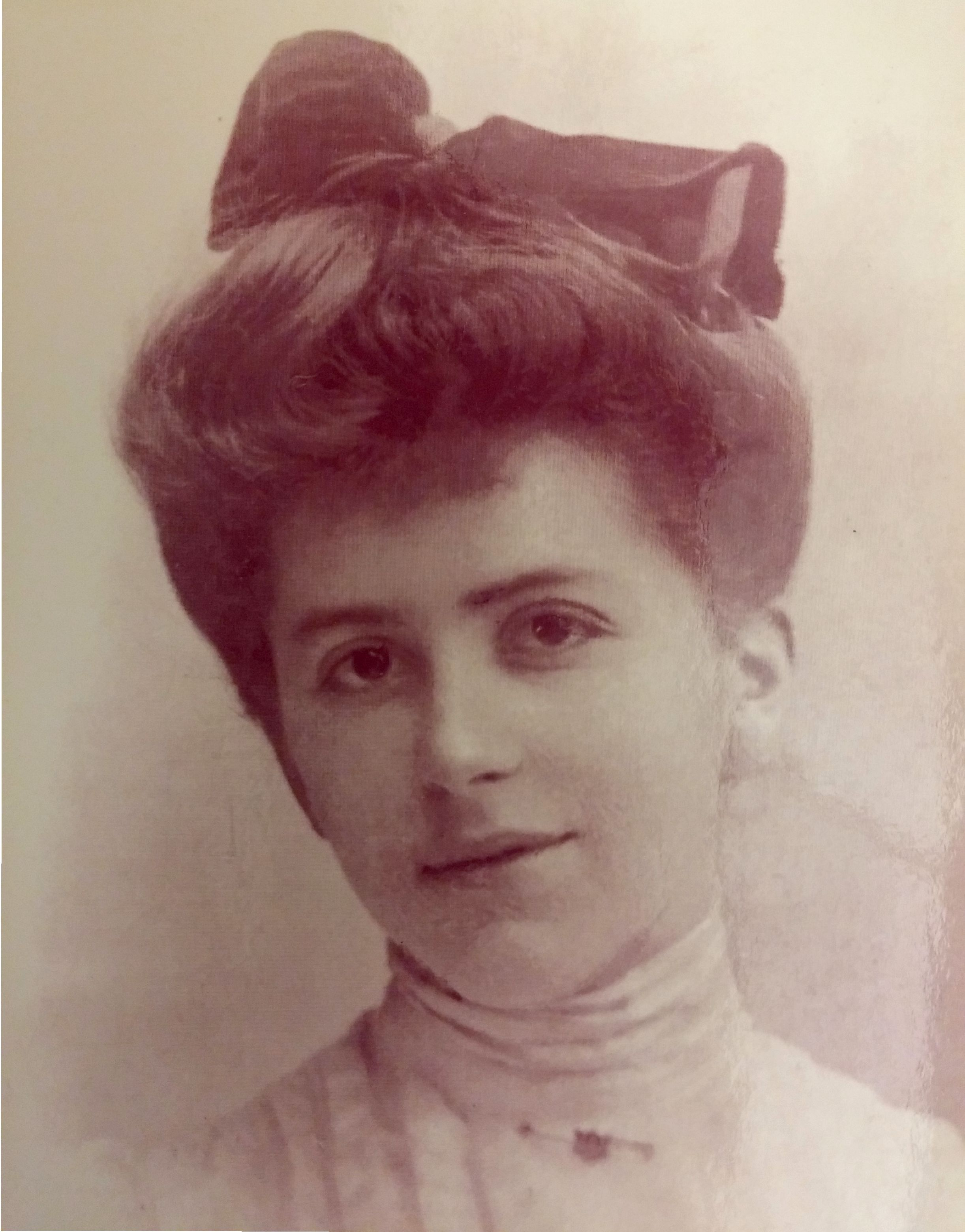
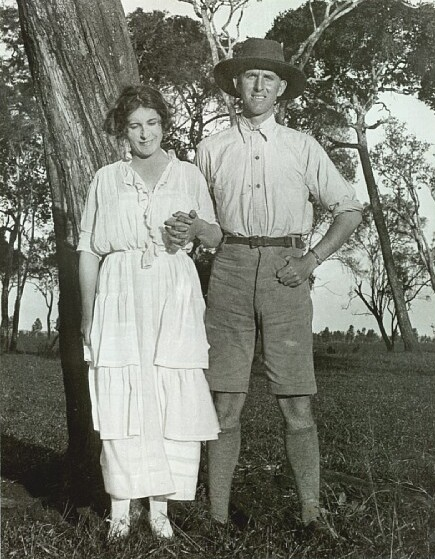
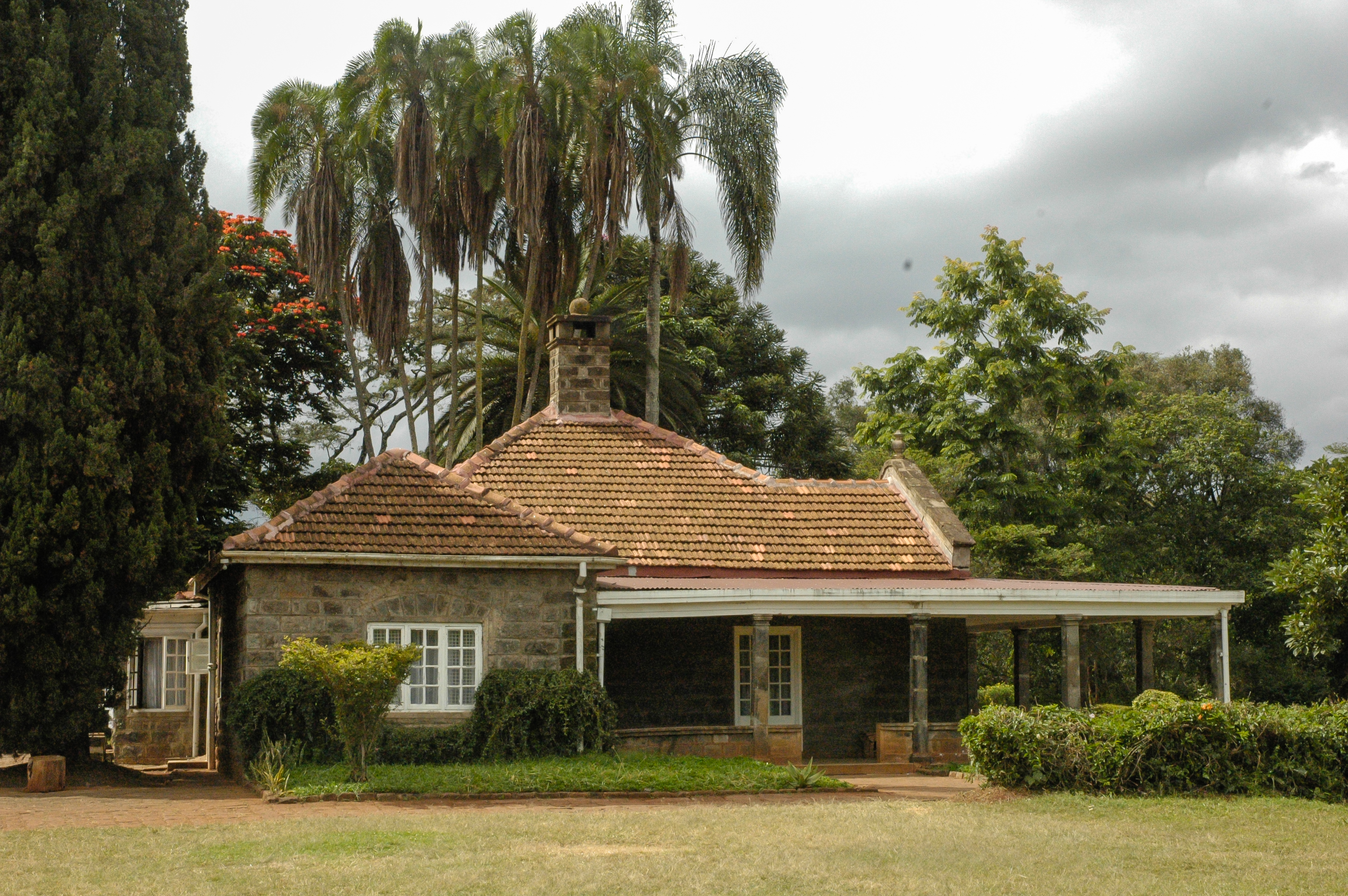
خانهٔ کارن در کنیا که امروزه تبدیل به موزه شده‌است
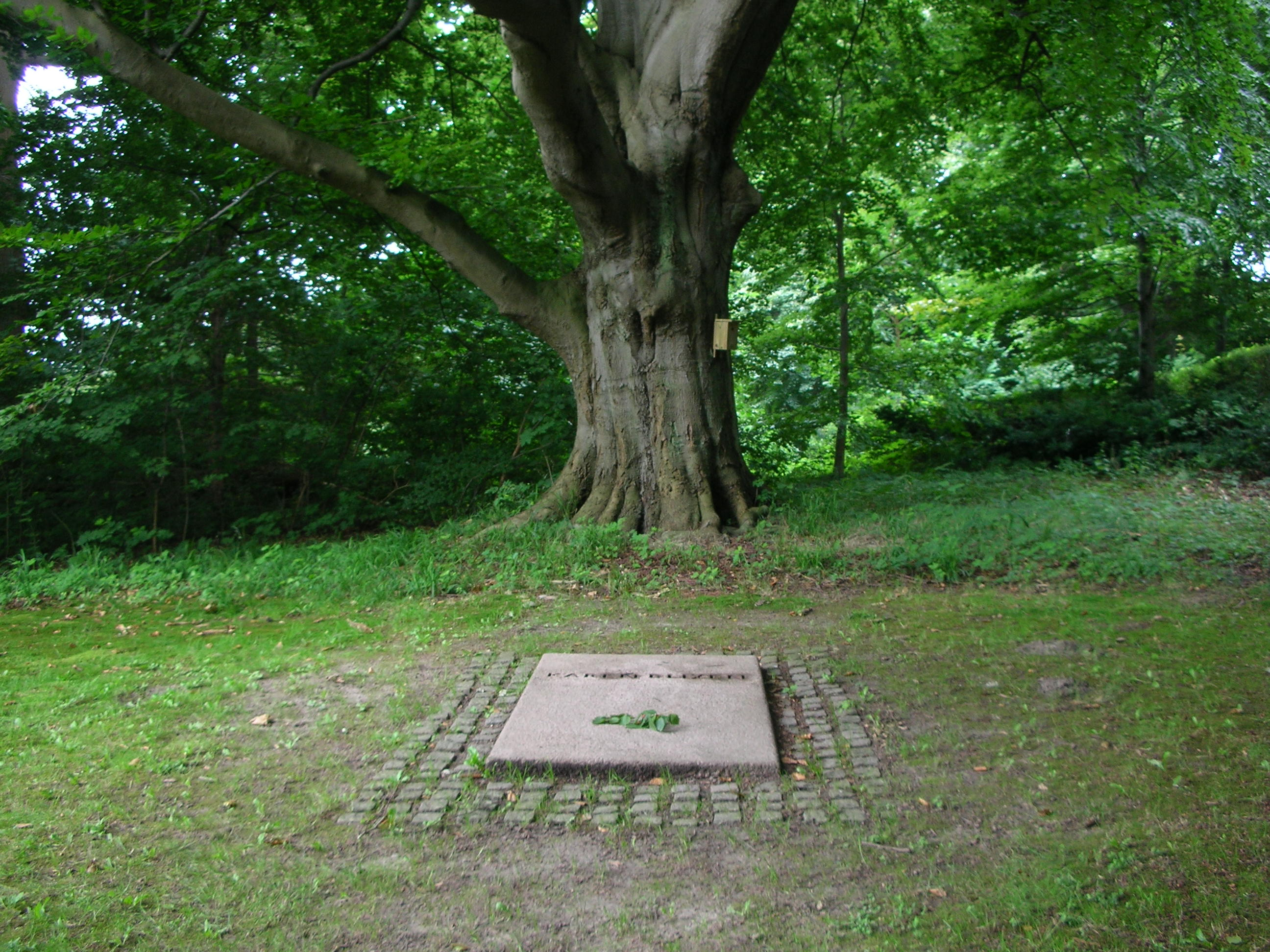
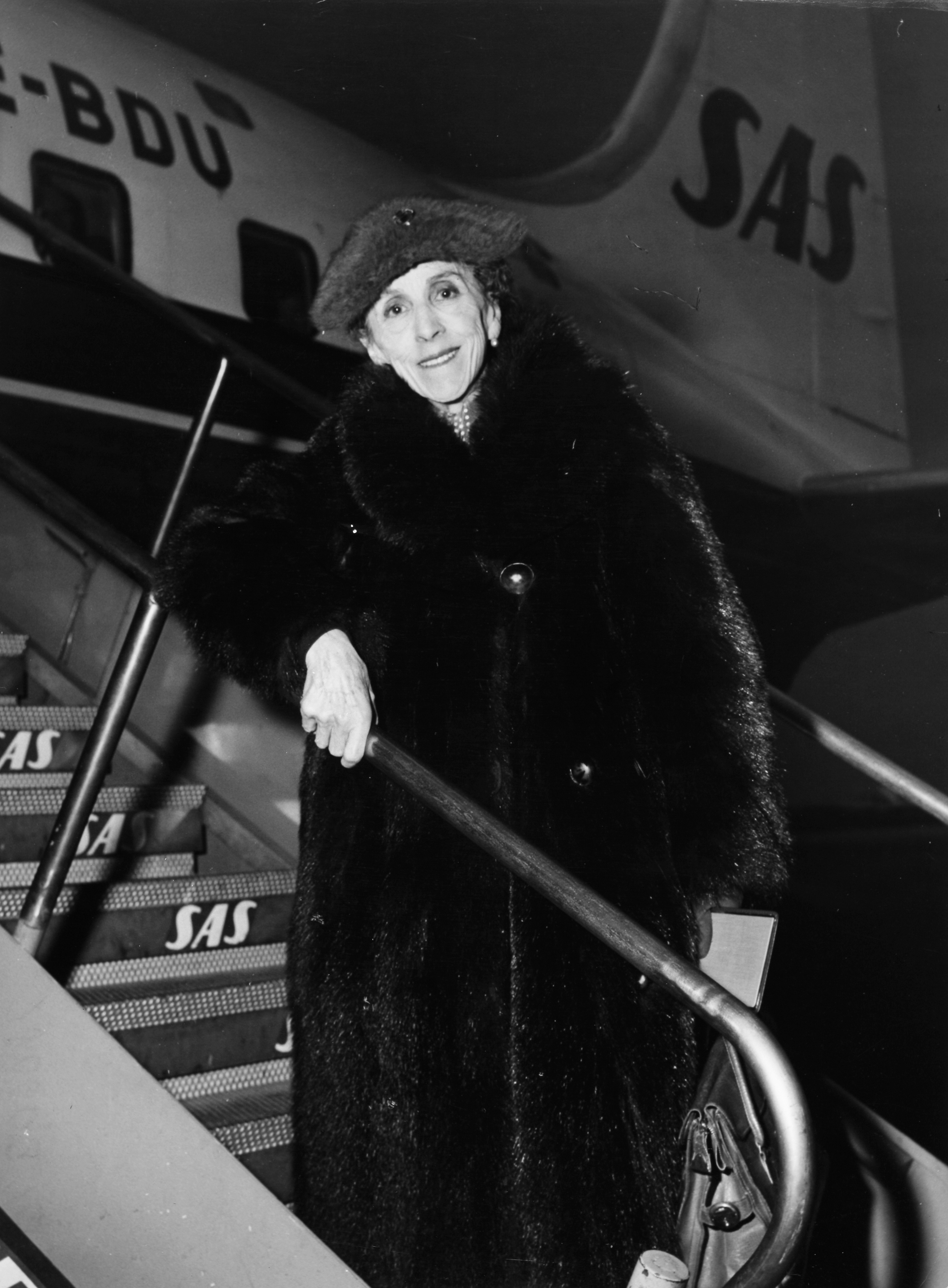